# HD 82943
HD 82943 är en ensam stjärna belägen i den mellersta delen av stjärnbilden Vattenormen. Den har en skenbar magnitud av ca 6,54 och är mycket svagt synlig för blotta ögat där ljusföroreningar ej förekommer. Baserat på parallaxmätning inom Hipparcosuppdraget på ca 36,4 mas, beräknas den befinna sig på ett avstånd på ca 90 ljusår (ca 28 parsek) från solen. Den rör sig bort från solen med en heliocentrisk radialhastighet på ca 10 km/s.

## Egenskaper
HD 82943 är en gul till vit stjärna i huvudserien av spektralklass F9 V Fe+0.5. Den har en massa som är ca 1,1 solmassor, en radie som är ca 1,2 solradier och har ca 1,6 gånger solens utstrålning av energi från dess fotosfär vid en effektiv temperatur av ca 5 900 K.

## Planetsystem
Två exoplaneter har fastställts vara i omlopp kring HD 82943.Den första planeten som upptäcktes, HD 82943 b, tillkännagavs år 2000 av ett team av franska astronomer ledda av Michel Mayor. Planeten kretsar kring moderstjärnan på ett genomsnittligt avstånd av 1,19 astronomiska enheter (AE) med en omloppsperiod av ca 441 dygn. Nästan ett år senare tillkännagavs en andra planet, HD 82943 c, av samma upptäckare som den tidigare planeten. Denna planet kretsar närmare stjärnan än den andra, på ett genomsnittligt avstånd av 0,746 AE och behöver 219 dygn för att slutföra sin omloppsbana. De två kända planeterna verkar ha en 2:1-resonans med varandra. Ytterligare radiell hastighetsanalys antydde antingen en långperiodisk stjärnaktivitet eller närvaro av en tredje exoplanet av Jupiters storlek med en omloppsperiod på 1 075 dygn.
Enligt en studie 2001, visade sig HD 82943 innehålla en ovanligt hög mängd litium-6. Stjärnor innehåller inte naturligt litium-6, men till skillnad från stjärnor når planeter aldrig temperaturer som är tillräckligt höga för att fusionera dess ursprungliga innehåll av litium-6 (planeter bör behålla litium-6). Det enklaste och mest övertygande svaret för att förklara denna iakttagelse är att en eller flera planeter, eller åtminstone planetmaterial, har fallit in i stjärnan, någon gång efter att den passerat genom sitt tidiga utvecklingsstadium.
| Planet | Massa    | Halv storaxel (AE) | Siderisk omloppstid (d) | Excentricitet | Inklination | Radie |
| ------ | -------- | ------------------ | ----------------------- | ------------- | ----------- | ----- |
| c      | 14,39 MJ | 0,746              | 3 219,3                 | 0,359         | -           | -     |
| b      | 14,5 MJ  | 1,19               | 441,2                   | 0,219         | -           | -     |
| d      | 0,29 MJ  | 2,145              | 1 078                   | -             | -           | -     |